# Daiki Wakamatsu
Daiki Wakamatsu (若松 大樹 Wakamatsu Daiki?), född 2 augusti 1976 i Aichi prefektur, är en japansk före detta fotbollsspelare.
Wakamatsu började sin karriär 1995 i Cosmo Oil Yokkaichi. Efter Cosmo Oil Yokkaichi spelade han för Montedio Yamagata, Shimizu S-Pulse, Oita Trinita och Omiya Ardija. Han avslutade karriären 2004.